# Thonnance-les-Moulins
Thonnance-les-Moulins és un municipi francès situat al departament de l'Alt Marne i a la regió del Gran Est. L'any 2007 tenia 121 habitants.

## Demografia

### Població
El 2007 la població de fet de Thonnance-les-Moulins era de 121 persones. Hi havia 48 famílies de les quals 16 eren unipersonals (4 homes vivint sols i 12 dones vivint soles), 16 parelles sense fills, 12 parelles amb fills i 4 famílies monoparentals amb fills.
La població ha evolucionat segons el següent gràfic:
Habitants censats

### Habitatges
El 2007 hi havia 82 habitatges, 48 eren l'habitatge principal de la família, 17 eren segones residències i 17 estaven desocupats. Tots els 82 habitatges eren cases. Dels 48 habitatges principals, 42 estaven ocupats pels seus propietaris, 4 estaven llogats i ocupats pels llogaters i 2 estaven cedits a títol gratuït; 1 tenia una cambra, 4 en tenien dues, 3 en tenien tres, 12 en tenien quatre i 28 en tenien cinc o més. 42 habitatges disposaven pel capbaix d'una plaça de pàrquing. A 21 habitatges hi havia un automòbil i a 24 n'hi havia dos o més.

### Piràmide de població
La piràmide de població per edats i sexe el 2009 era:
| Homes | Edats   | Dones |
| ----- | ------- | ----- |
| 0     | 95 o +  | 0     |
| 0     | 90 a 94 | 0     |
| 0     | 85 a 89 | 0     |
| 0     | 80 a 84 | 4     |
| 0     | 75 a 79 | 8     |
| 4     | 70 a 74 | 4     |
| 8     | 65 a 69 | 0     |
| 0     | 60 a 64 | 0     |
| 8     | 55 a 59 | 0     |
| 8     | 50 a 54 | 4     |
| 8     | 45 a 49 | 8     |
| 4     | 40 a 44 | 4     |
| 0     | 35 a 39 | 4     |
| 0     | 30 a 34 | 0     |
| 4     | 25 a 29 | 4     |
| 4     | 20 a 24 | 0     |
| 4     | 15 a 19 | 4     |
| 0     | 10 a 14 | 4     |
| 4     | 5 a 9   | 0     |
| 0     | 0 a 4   | 4     |

## Economia
El 2007 la població en edat de treballar era de 69 persones, 46 eren actives i 23 eren inactives. De les 46 persones actives 41 estaven ocupades (23 homes i 18 dones) i 5 estaven aturades (1 home i 4 dones). De les 23 persones inactives 8 estaven jubilades, 4 estaven estudiant i 11 estaven classificades com a «altres inactius».
Activitats econòmiques
Dels 6 establiments que hi havia el 2007, 1 era d'una empresa extractiva, 1 d'una empresa de comerç i reparació d'automòbils, 2 d'empreses d'hostatgeria i restauració, 1 d'una entitat de l'administració pública i 1 d'una empresa classificada com a «altres activitats de serveis».
L'any 2000 a Thonnance-les-Moulins hi havia 13 explotacions agrícoles que ocupaven un total de 1.720 hectàrees.

## Poblacions més properes
El següent diagrama mostra les poblacions més properes.